# ID&T
ID&T ist ein niederländisches Entertainment- und Medienunternehmen. Das Unternehmen wurde Anfang 1990 gegründet und veranstaltet Dance-Events, welche zu den weltweit größten gehören.
Zur ID&T gehören auch die Labels Q Dance, b2s und Art of Dance. Im Jahr 2021 wurde ID&T von Superstruct Entertainment Limited gekauft. Superstruct wiederum wurde 2024 vom amerikanischen Finanzinvestor Kohlberg Kravis Roberts & Co. (KKR) übernommen.

## Wirken
ID&T steht für die Initialen der drei Amsterdamer Irfan van Ewijk, Duncan Stutterheim & Theo Lelie. Alle drei hatten bereits Erfahrung mit dem Veranstalten von House- und Techno-Partys, als sie Anfang der 1990er Jahre ID&T gründeten, mit dem ausdrücklichen Ziel, Events zu veranstalten, die bis dahin in der niederländischen und europäischen Elektronische-Tanzmusik-Szene noch nicht dagewesene Größenordnungen erreichen sollten. Ihre erste große und gemeinsame Veranstaltung war The Final Exam im Utrechter Conference Center, bereits mit über 10.000 Besuchern.
Heute ist ID&T der größte Dance-Veranstalter in den Niederlanden. Zu ihren Events gehört unter anderem die Sensation, Mystery Land, Innercity, Thunderdome, Trance Energy, Bloomingdale, Tomorrowland und NJOY mit mehr als 40.000 Besuchern.
Weltweite Bekanntheit erreichte ID&T vor allem als Veranstalter des Tomorrowland-Festivals in Boom, Belgien. Bis zu 400.000 Festivalbesucher aus über 200 Ländern feierten in diesem Jahr (2018) auf dem Gelände. Der Vorverkauf war bereits nach wenigen Sekunden beendet.
Darüber hinaus betreibt ID&T ein eigenes Musik-Label (Be Yourself Music, ehemals ID&T Release) und den Radiosender ID&T Radio.
2005 fand erstmals auch in Deutschland eine Sensation White statt. Hierfür wurde mit dem Musical- und Theaterkonzern Stage Entertainment (ehemals Stage Holding) ein deutscher Ableger namens ID&T Germany als Joint Venture gegründet.